# Аншліф

Фрагменти аншліфів вуглемасляних агломератів з порами й тріщинами заповненими масляним реагентом. х600

Аншлі́ф (нім. Anschliff m — відточування), англ. polished section, metallographic specimen; нім. Anschliff) — зразок твердої речовини (руди, гірської породи, мінералу чи мінерального агрегату, скам’янілої деревини, вугілля, металу тощо) з поперечним розрізом для візуалізації її структури, дослідження під мікроскопом у відбитому світлі.
Поверхню розрізу, як правило, шліфують та полірують. Іноді при дослідженні аншліфів застосовують реакцію травлення. Останнім часом вивчення аншліфів провадять в інфрачервоному промінні.
Пухкі породи попередньо цементують каніфоллю, ялицевим бальзамом, епоксидною або іншою смолою.
З подрібнених проб виготовляють аншліф, цементуючи шелаком та відливаючи у спеціальній прес-формі.
М’які об’єкти, наприклад, вуглемасляні гранули заморожують і шліфують та полірують у зріджених газах, наприклад, азоті при -195,75 °C. Інший спосіб їх препарування для отримання аншліфів – коксування (напівкоксування) з наступним відливанням у спеціальній формі (наприклад, циліндричній), зрізом її, поліруванням та шліфуванням.
Застосовують у петрології та матеріалознавстві.
1) Петрологія: шліфований і полірований шматок руди, породи або вугілля для дослідження під мікроскопом у відбитому світлі; на відміну від тонкого зрізу (шліфа) для мікроскопа в прохідному світлі.
2) Матеріалознавство: поверхня шматка металу, підготовлена для металографічних досліджень шляхом шліфування та полірування.